# Come Wander With Me
"Come Wander With Me" is een aflevering van de Amerikaanse televisieserie The Twilight Zone. Het scenario werd geschreven door Anthony Wilson.

## Plot
Een jonge rockabillyzanger genaamd Floyd Burney is op zoek naar inspiratie voor een nieuw lied. Hij komt in een klein dorpje, waar hij doorverwezen wordt naar een winkeltje in de bossen. Dit winkeltje wordt gerund door een oude man. De man weigert hem tegen betaling te helpen een lied te componeren en Floyd vertrekt weer. Hierbij ziet hij niet dat vlak bij het winkeltje een grafsteen staat met zijn naam erop.
Hij komt bij een meer waar hij een mysterieuze vrouw ontmoet genaamd Mary Rachel. Zij speelt met tegenzin een lied voor hem over twee geliefden die elkaar in het bos ontmoeten, maar door een tragische samenloop van omstandigheden elkaar kwijtraken. Floyd ziet wel wat in het nummer en biedt Mary aan de rechten ervan aan haar te kopen, maar zij beweert dat het niet te koop is. Terwijl hij haar probeert te verleiden, duikt er een jaloerse man genaamd Billy Rayford op die Floyd meteen aanvalt. Floyd verdedigt zichzelf en doodt hierbij per ongeluk Billy.
Dan beseft Floyd dat de aanval die hij net heeft overleefd beschreven werd in Mary’s lied. Haar lied beschreef ook een tweede aanval, dus gaat Floyd ervan door. Al snel wordt hij achterna gezeten door Billy Rayfords broers. Mary smeekt Floyd om te blijven in de hoop dat dingen dit keer anders zullen lopen. Ze roept hem toe, dat dit alles al vaker is gebeurd. Floyd negeert haar en rent terug naar de winkel. De oude man is nog altijd niet bereid Floyd hulp te bieden en in een woedeaanval vermoordt Floyd hem. Daarna verstopt hij zich in de winkel.
De drie broers van Billy Rayford arriveren in de winkel en al snel vinden ze Floyd. De camera verlaat de winkel en zoomt in op de grafsteen die de kijker al eerder zag. Rod Serlings stem waarschuwt de kijker dat zelfs in de Twilight Zone sommige dingen niet te koop zijn.

## Rolverdeling
- Gary Crosby: Floyd Burney
- Bonnie Beecher: Mary Rachel
- John Bolt: Billy Rayford
- Hank Patterson: Oude man

## Achtergrond
Het lied "Come Wander With Me", dat Maria voor Floyd zingt en waar de aflevering naar vernoemd is, werd door Jeff Alexander gecomponeerd voor deze aflevering. Het nummer is ingezongen door actrice Bonnie Beecher. Het lied is nadien in verschillende andere media gebruikt, waaronder in de film The Brown Bunny uit 2003 en een reclame van de verzekeraar RVS. In 2009 is het nummer gebruikt in een reclame van LaCoste - Love of Pink. In 2015/2016 als intro-tune voor de Nederlandse serie "Zwarte Tulp". Het lied werd tevens een paar maal gecoverd, waaronder door Anneke van Giersbergen van Agua de Annique. De Franse band Air plaatst het nummer op hun album Late Night Tales: Air als een van de nummers waardoor ze beïnvloed zijn.
Volgens het boek The Twilight Zone Companion deed oorspronkelijk Liza Minnelli auditie voor de vol van Mary Rachel, maar kreeg de rol niet omdat ze te nerveus was.